# Jelcz 014
Jelcz 014 byl typ autobusu vyráběného v Polsku v polovině 60. let na základě československé licence, kde jej jako Škodu 706 RTO vyráběl národní podnik Karosa Vysoké Mýto.

## Konstrukce
Konstrukčně byl Jelcz 014 shodný s československými vozy 706 RTO. Jednalo se o dvounápravový autobus s trambusovou, polosamonosnou karoserií, která byla umístěna na nosném rámu. V pravém boku vozu se nacházely jedny, tzv. „bouchací“ (otevírané ručně pomocí kliky) dveře pro cestující. Řidič měl pro sebe vlastní malá dvířka umístěna v levé bočnici. Na střeše vozu potom byla umístěna „zahrádka“ pro zavazdla cestujících. Vůz byl určen pouze pro sedící cestující. Obsaditelnost byla 35 osob, které seděly na pohodlných čalouněných sedačkách
Vozy Jelcz 014, které byly určeny pro dálkové linky, poměrně odpovídaly československému autokaru 706 RTO LUX, jenž byl vyráběn pro stejné účely. 014 byla dálková varianta meziměstského autobusu Jelcz 043 a městské verze Jelcz 272.